# Геймат
Геймат (русское слово от нем. Heimath, родина — но понятие от швед. hemman) — в прибалтийском праве крестьянская ферма (земля с пашней, лугом и усадьбой) в остзейских губерниях Российской империи. Единицы налогообложения (тягла) со времён шведского владычества, гейматы разделялись на податные и казённые, в последних право собственности на землю сохранялось за государством. Гейматы отличались от других облагаемых налогом земельных участков тем, что они были достаточного размера для уплаты полного налога (мантал).

## История казённых гейматов
Казённые (также коронные или военные) гейматы были созданы законами Карла XI в XVII веке, когда территория принадлежала Швеции для территориального содержания армии. Так, для содержания конных полков в их пользу были выделены коронные гейматы. При этом большая часть поземельных налогов оставались в распоряжении постоянного арендатора, с условием, чтобы он содержал конного солдата с доставкой ему лошади и полной амуниции. Если сумма налога, поступавшая в пользу арендатора, не покрывала расходов по этой воинской повинности, то к геймату приписывались оброки добавочных коронных гейматов. Когда в том же XVII веке податное население обязалось (под условием освобождения от рекрутских наборов) поставлять в армию пехотных солдат, то для этой цели 2 (а иногда и больше) гейматов соединялись в руты (sv:rote), содержавшие по одному солдату каждая. Система была изменена лишь в XIX веке, когда манифестом Александра I натуральная повинность содержания была для гейматов заменена на денежные выплаты (так называемой вакантной податью).
На основании закона от 21 февраля 1789 года разрешался выкуп казённых гейматов в податные.

## Особые категории гейматов
Гейматы, «лежащие в меже белопоместного имения» (sv:rå- och rörshemman, рёрс-гейматы), пользовались ограниченными налоговыми привилегиями. Их странное название объясняется тем, что они первоначально входили в состав обелённого имения (сетерея) и содержались арендаторами, позже они зачастую были совершенно самостоятельными владениями.
Обыкновенные коронные гейматы (швед. vanliga kronohemman) давали содержавшему его поселянину право постоянной оседлости, не ограниченного по времени. Это право не было наследственным де-юре, хотя и было де-факто (наследники получали право содержать геймат по вводной грамоте, выдаваемой губернатором).
Коронным рустгаллем (швед. Kronorusthall) назывался коронный геймат, владелец которого принял на себя повинность содержать конного солдата, получив за это право наследственного пользования.
Магистратские гейматы были пожалованы городам как источник налогов. Госпитальные гейматы использовались для получения средств на содержание госпиталей и инвалидов.